# Христофор Захнович
Христофор Захарія Захнович (лат. Christophorus Zachnowicz, пол. Krzysztof Zachariasz Zachnowicz) (?— близько 1695) — львівський міщанин. Купець, маляр, шляхтич та сеньйор вірменської громади міста.

## Біографія
Народився у Львові в родині Захарії Захновича (лат. Christophorus Zachnowicz) та Софії Аведиковіковни (лат. Sophia Avedikowicowna), в 1650 р. отримав громадянство міста.

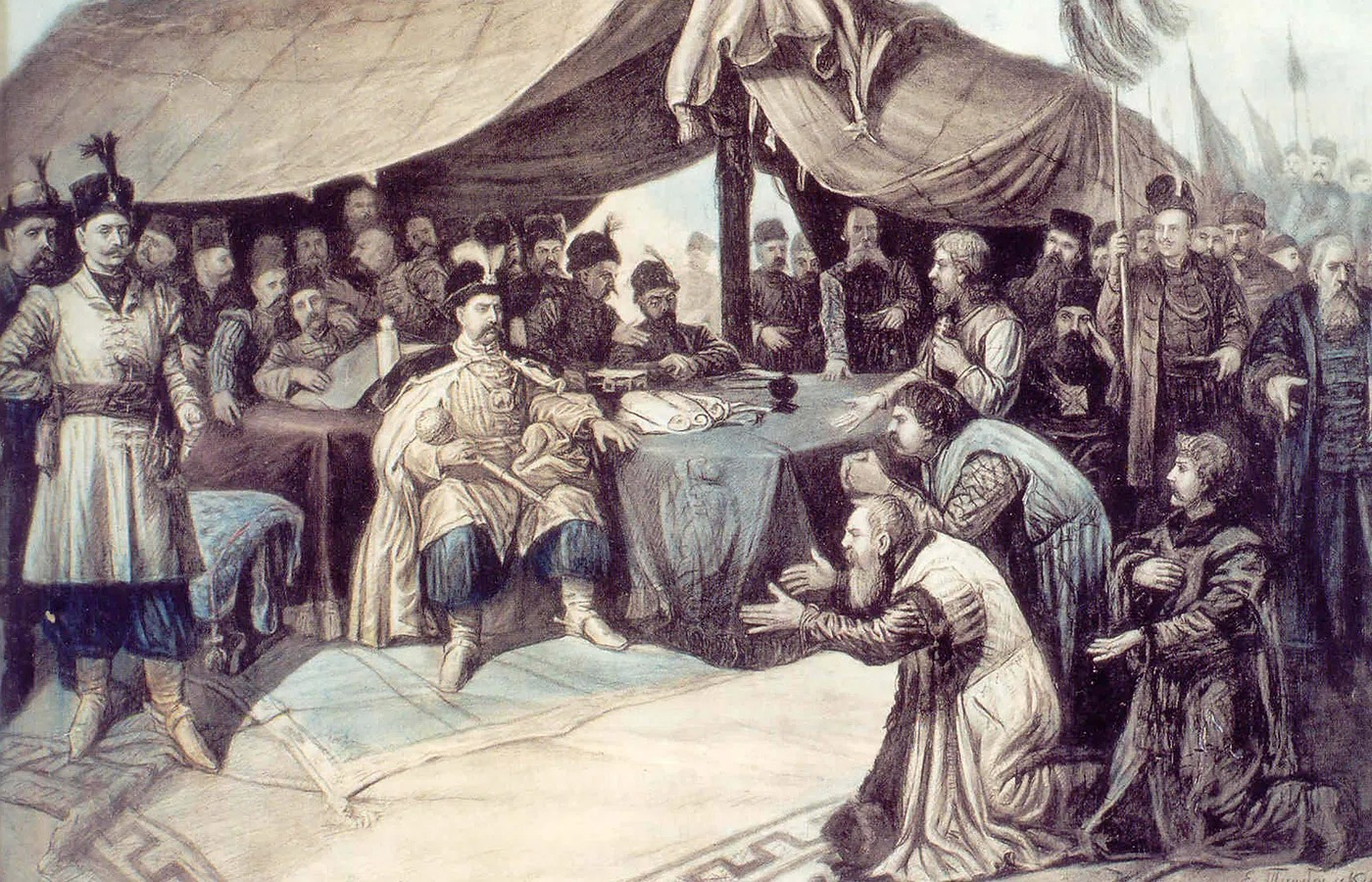
Євген Турбацький (1907). Посли львівського магістрату в таборі гетьмана Богдана Хмельницького

Брав участь в переговорах з Богданом Хмельницьким під час облоги Львова козаками Хмельницького та московським військом Васілія Бутурліна в 1655 році. Крім Захновича, громаду міста представляли римокатолик Самуїл Кушевич та русин Павло Лаврисевич. Під час облоги 1655 р. разом з іншими представниками Львова відмовився присягти на вірність московському царю та видати євреїв. Зрештою, місто врятувалося шляхом сплати Хмельницькому та Бутурліну значної суми грошей.
Захновичу належала кам'яниця у Львові за адресою Вірменська, 25 (колишня кам'яниця Захновичівська).

## Творчість
Один з найвідоміших вірменських малярів Львова. Відомі його портрети подружжя Бернатовичів.

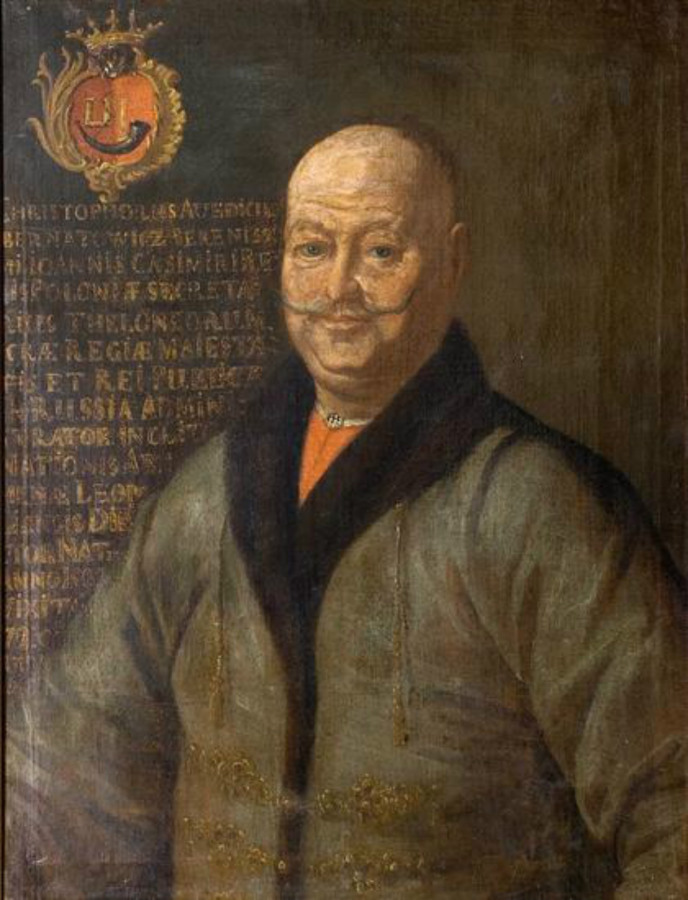
Христофор Захнович  - Портрет Христофора (Кшиштофа) Аведика Бернатовича
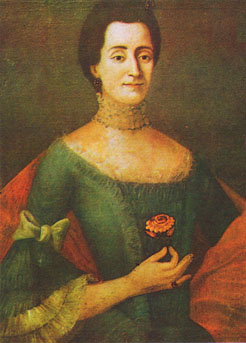
Христофор Захнович  - Портрет львівської міщанки Констанції Бернатович